# Airpaz
Airpazはアジア太平洋地域のオンライン旅行代理店（OTA）。航空券、宿泊施設、旅行保険の予約サービスに特化している。同社は2011年に設立され、インドネシアのジャカルタに本社を置いている。同プラットフォームでは、リゾート、アパートメントなどの120万件以上の物件、100万以上のフライトルートを37の言語で利用できる。

## 来歴
Airpazは2011年、アジア太平洋地域で旅行サービスを提供するプラットフォームを開発するため、インドネシアのジャカルタで設立された。
2014年、同社は航空券のオンライン販売を開始し、最初の航空券の販売に成功した。同社はまた、Google Play Store と App Store でアプリを開始した。
2019年、Airpazはホテルと宿泊施設の予約サービスを開始した。
2022年1月、AirpazはShopeeと提携し、その旅行予約サービスをE-commerceプラットフォームに統合しました。 また、同年に、同社はATOMEと連携し、QRコードによる決済方法を導入しました。
2022年末、Airpazはフィリピン市場に進出し、同国の主要な銀行と提携しました。例えばGCash、BPI銀行、そしてBilleaseです。
2023年3月、同社はPKFAREと提携し、フライト予約機能を強化した。
2024年、Airpazはタイに事業を拡大し、Cover Geniusと提携して旅行保険を開始した。
2024年12月、Airpazは国内市場から国際市場に進出した。